# 政令指定都市

政令指定都市位置示意圖

政令指定都市（日语：／ Seirei shitei toshi */?）是日本基於《地方自治法》由行政命令指定的城市自治制度，法律上也把他们简稱做「政令市」或「指定都市」。其基本條件為全市人口50万人以上，獲指定者能擁有較其他市更多的地方自治權力，是日本各城市自治制度中權力下放最多的。目前共有20市。

## 沿革
政令指定都市不仅能设立行政区（派出機關，不具自治權限，相當於中華民國的區、中華人民共和國的街道），还拥有比一般城市更多的自治权限，包括民政、都市計劃、文教、農業等公共行政事務。其地位類似於中国大陸的副省級市、臺灣的準直轄市、韓國的大都市。
最初在1947年，日本政府規劃將大都市改為獨立於府縣之外的特別市（相當於其他國家的直轄市），但遭到各相關府縣的反對，因而並未有任何都市成為特別市。1956年，日本政府修改《地方自治法》（昭和31年法律第147號）後改設立「政令指定都市」，并在同年9月1日开始实施，原依《五大都市行政監督特例》擁有自治權限的京都市、大阪市、名古屋市、神戶市、橫濱市等5市成為首批施行對象。
根據2013年10月1日的資料，所有政令指定都市的人口總數約為2,731萬人，等同於全日本約五分之一的人口居住在政令指定都市內。

## 政令指定都市列表
- 根据全國地方公共團體編號排序。
- 行政区中加粗文字表示市政府所在地。

| 地方     | 都道府县 | 指定都市 | 升格日       | 面積(km2) | 人口(萬) | 行政区 | 備註                      |
| -------- | -------- | -------- | ------------ | --------- | -------- | --- | ------------------------- |
| 北海道   | 北海道   | 札幌市   | 1972年4月1日 | 1,121.26  | 196.1    | 中央区、北区、東区、白石区、豐平区、南区、西区、厚別区、手稻区、清田区 | 道廳所在地                |
| 東北地方 | 宮城县   | 仙台市   | 1989年4月1日 | 786.30    | 109.9    | 青葉区、宮城野区、若林区、太白区、泉区 | 縣廳所在地                |
| 關東地方 | 埼玉县   | 埼玉市   | 2003年4月1日 | 217.43    | 134.0    | 西区、北区、大宮区、見沼区、中央区、櫻区、浦和区、南区、綠区、岩槻区 | 縣廳所在地                |
| 關東地方 | 千葉县   | 千葉市   | 1992年4月1日 | 271.77    | 97.9     | 中央区、花見川区、稻毛区、若葉区、綠区、美濱区 | 縣廳所在地                |
| 關東地方 | 神奈川县 | 横滨市   | 1956年9月1日 | 437.56    | 377.2    | 鶴見区、神奈川区、西区、中区、南区、保土谷区、磯子区、金澤区、港北区、戶塚区、港南区、旭区、綠区、瀬谷区、荣区、泉区、青葉区、都筑区                                                               | 原五大都市之一 縣廳所在地 |
| 關東地方 | 神奈川县 | 川崎市   | 1972年4月1日 | 143.01    | 154.1    | 川崎区、幸区、中原区、高津区、多摩区、宮前区、麻生区 |                           |
| 關東地方 | 神奈川县 | 相模原市 | 2010年4月1日 | 328.91    | 72.7     | 綠区、中央区、南区 | 原中核市                  |
| 中部地方 | 新潟县   | 新潟市   | 2007年4月1日 | 726.45    | 77.9     | 北区、東区、中央区、江南区、秋葉区、南区、西区、西蒲区 | 縣廳所在地 原中核市       |
| 中部地方 | 静岡县   | 静岡市   | 2005年4月1日 | 1,411.90  | 68.3     | 葵区、駿河区、清水区 | 縣廳所在地 原中核市       |
| 中部地方 | 静岡县   | 滨松市   | 2007年4月1日 | 1,558.06  | 78.4     | 中央区、濱名区、天龍区 | 原中核市                  |
| 中部地方 | 愛知县   | 名古屋市 | 1956年9月1日 | 326.45    | 232.6    | 千種区、東区、北区、西区、中村区、中区、昭和区、瑞穗区、熱田区、中川区、港区、南区、守山区、綠区、名東区、天白区                                                                                   | 原五大都市之一 縣廳所在地 |
| 近畿地方 | 京都府   | 京都市   | 1956年9月1日 | 827.83    | 144.9    | 北区、上京区、左京区、中京区、東山区、下京区、南区、右京区、伏見区、山科区、西京区 | 原五大都市之一 府廳所在地 |
| 近畿地方 | 大阪府   | 大阪市   | 1956年9月1日 | 225.21    | 275.7    | 都島区、福島区、此花区、西区、港区、大正区、天王寺区、浪速区、西淀川区、東淀川区、東成区、生野区、旭区、城東区、阿倍野区、住吉区、東住吉区、西成区、淀川区、鶴見区、住之江区、平野区、北区、中央区 | 原五大都市之一 府廳所在地 |
| 近畿地方 | 大阪府   | 堺市     | 2006年4月1日 | 149.82    | 81.7     | 堺区、中区、東区、西区、南区、北区、美原区 | 原中核市                  |
| 近畿地方 | 兵庫县   | 神户市   | 1956年9月1日 | 557.02    | 151      | 東灘区、灘区、兵庫区、長田区、須磨区、垂水区、北区、中央区、西区 | 原五大都市之一 縣廳所在地 |
| 中国地方 | 岡山縣   | 岡山市   | 2009年4月1日 | 789.95    | 71.9     | 北区、中区、東区、南区 | 縣廳所在地 原中核市       |
| 中国地方 | 广島县   | 广島市   | 1980年4月1日 | 906.68    | 119.1    | 中区、東区、南区、西区、安佐南区、安佐北区、安藝区、佐伯区 | 縣廳所在地                |
| 九州地方 | 福岡县   | 北九州市 | 1963年4月1日 | 491.95    | 94.0     | 門司区、若松区、戶畑区、小倉北区、小倉南区、八幡東区、八幡西区 |                           |
| 九州地方 | 福岡县   | 福岡市   | 1972年4月1日 | 343.39    | 163.1    | 東区、博多区、中央区、南区、西区、城南区、早良区 | 縣廳所在地                |
| 九州地方 | 熊本县   | 熊本市   | 2012年4月1日 | 390.32    | 73.8     | 中央区、東区、西区、南区、北区 | 縣廳所在地 原中核市       |

## 規模已達升格為政令指定都市的城市
成为政令指定都市的城市人口必须超过500,000人，於市政府提出申請後，需再經過市议会、都道府县议会和內閣會議通過後才能生效。
在日本目前有以下城市人口已超过500,000人，但並未提出成為政令指定都市的申請。
| 名称     | 旗帜 | 人口（2020年） | 面积（km2） | 地区 | 都道府縣 |
| -------- | ---- | -------------- | ----------- | ---- | -------- |
| 船橋市   |      | 642,907        | 85.62       | 关东 | 千叶县   |
| 川口市   |      | 594,274        | 61.95       | 关东 | 埼玉县   |
| 鹿兒島市 |      | 593,128        | 547.58      | 九州 | 鹿儿岛县 |
| 八王子市 |      | 579,355        | 186.38      | 关东 | 东京都   |
| 姬路市   |      | 530,495        | 534.43      | 近畿 | 兵库县   |
| 宇都宮市 |      | 518,757        | 416.85      | 关东 | 栃木县   |
| 松山市   |      | 511,192        | 429.40      | 四国 | 爱媛县   |

## 政令指定都市的权限

### 政务
在日本的大都市制度下，政令指定都市、中核市和特例市是有所区别的。被指定为政令指定都市之后，一般城市的权限将会增加，有一种说法是，都道府县所拥有的80%权力将被下放给政令指定都市，而中核市只能从都道府县得到相对于政令指定都市70%的权限，特例市仅有30%。政令指定都市是3种大都会制度中接受政务下放最多的，财政上基本能得到与都道府县一样的权利，因此其地方交付税（地税）和关系道路配备方面的收入也会增加。以下是都道府县下放的权限：
1. 关系到儿童福利的事务
2. 关系到照顾穷人的事务
3. 关系到身心障礙者福利的事务
4. 关系到社会保障的事务
5. 关系到病、死游客处理的事务
6. 关系到社会福利制度的事务
7. 关系到智障患者福利的事务
8. 关系到单身母亲家庭和寡妇福利的事务
9. 关系到老年人福利的事务
10. 关系到妇幼保健的事务
11. 关系到食品卫生的事务
12. 关系到丧葬业的事务
13. 关系到旅游景点、旅馆及公共浴场的营业规则的事务
14. 关系到精神卫生及精神病人福利的事务
15. 关系到结核病预防的事务
16. 关系到城市规划的事务
17. 关系到土地区划整理事业的事务
18. 关系到户外广告的事务

## 外部連結
- （日語）指定都市市長會（页面存档备份，存于）
- 大都市制度の沿革PDFArchived （页面存档备份，存于） 2004-12-13 at 国立国会図書館インターネット資料収集保存事業 - 総務省